# Spinther sagamiensis
Spinther sagamiensis är en ringmaskart som beskrevs av Imajima 2003. Spinther sagamiensis ingår i släktet Spinther och familjen Spintheridae. Inga underarter finns listade i Catalogue of Life.